# Војномедицинска академија Универзитета одбране у Београду
Војномедицинска академија (ВМА, устаљено „Ве-Ме-А”) је установа терцијарне здравствене заштите и центар за постдипломско школовање војномедицинског кадра у Србији. Комплекс академије се простире на површини од 21 хектара, зграда ВМА има око 180.000 квадратних метара и подељена је на 60 техничко-технолошких целина. У свом саставу има 26 клиника, 25 операционих сала, 11 института, Поликлинику са различитим специјалистичким и супспецијалистичким кабинетима, Национални центар за контролу тровања, Центар хитне помоћи, Центар за трансплантацију органа, ткива и ћелија итд. Годишње се у њој болнички збрине око 30.000 пацијената (војних и цивилних осигураника), обави исто толико хируршких интервенција и више од 500.000 специјалистичких прегледа.
ВМА има око 2.500 запослених, од чега преко 500 лекара и 160 професора и другог наставног особља. У њој се школује око 400 лекара (на специјалистичким студијама из области медицине, стоматологије, фармације, биохемије, молекуларне биологије, ветерине, физичке хемије и психологије), домаћи и страни студенти, а обавља се и практична настава средњих и виших медицинских школа.
Крсна слава Војномедицинске академије је Свети архиепископ Лука симферопољски и кримски.

## Историја
Војномедицинска академија је основана указом кнеза Александра Карађорђевића 2. марта 1844. године, као прва централна војна болница. Један од њених лекара је био и др Владан Ђорђевић, оснивач српске хирургије. Године 1909. установа је пресељена у нову зграду са 400 болесничких постеља, лабораторијом, кабинетом за рендген, стоматолошким одељењем и сл. Већ у то време је важила за најмодернију здравствену установу на Балкану. Након завршетка Првог светског рата, лекари ове болнице су учествовали у оснивању Медицинског факултета у Београду.
Поликлиника ВМА је почела са радом 1. априла 1930. године, а њен први управник је био санитетски генерал др Сава Поповић. Имала је и пријемно одељење на чијем челу је био санитетски потпуковник Александар Милановић. У то време је Стална болница Прве армије преименована у Главну војну болницу Краљевине Југославије. Године 1948, основана је Специјалистичка поликлиника чији је начелник био генерал-мајор Андрија Дејак, а годину дана касније и пријемно одељење које је спојено са поликлиничком службом у јединствену целину. Године 1950, установа је поново преименована и добила је назив Војномедицинска академија
У периоду од 1949. до 1976. године особље болнице су чинили медицински техничари, док су лекари имали стална постављења на матичним клиникама и одељењима. Временом се мењала организациона структура установе и отворен је велики број нових кабинета, посебно после 1976. године када је знатно увећан број војних осигураника. Од 1945. до 1962. године на ВМА су лечени и цивили, а затим је отворена посебна Специјалистичка поликлиника за грађанска лица. Нова зграда болнице је изграђена 1981. године и налази се на Бањици.
Одлуком Владе Србије од 1. јануара 2008. године извршена је функционална интеграција ВМА у систем јавног здравства Србије. Тиме су створени услови за бесплатно медицинско збрињавање цивилних осигураника, под истим условима као у Клиничком центру Србије.

## Активности и достигнућа
Најзначајније активности ВМА су дијагностика и лечење пацијената. На њој се спроводи око 5.000 различитих дијагностичких и терапијских процедура, од најједноставнијих до веома сложених попут трансплантације ћелија, ткива и органа. Свакодневно се обави око 70-90 сложених хируршких интервенција, а установа има и мобилну екипу за хитне медицинске интервенције и ванредне ситуације (масовна тровања, акцидентна зрачења, употреба биолошких агенаса и сл).
Значајан аспект рада ВМА представља превенција различитих обољења. У Сектору за превентивну медицину запослени су стручњаци са Института за хигијену, епидемиологију, медицину рада, ваздухопловну медицину, Одељења за ментално здравље и војну психологију и Одељења за медицинску статистику.
Под покровитељством установе раде и Институт за медицинска истраживања и Служба за фармацеутску делатност, које чине одељења за контролу, испитивање и производњу лекова, као и клиничка и поликлиничка апотека.
Године 1990. на ВМА је у дијагностичке сврхе први пут примењен генетички инжењеринг, а током 2005. извршена је прва трансплантација јетре са живог даваоца.

## Галерија
- ВМА из ваздуха
- Прилаз поликлиничком делу
- Поликлиника
- Део болничког парка
- Спомен-плоча о изградњи зграде ВМА на улазу у Дијагностичко-поликлинички центар ВМА
- Спомен-плоча о Војно-медицинској академији на улазу у Дијагностичко-поликлинички центар ВМА
- Болничка капела
- сат обележава успешну сарадњу ове болнице 1982.